# PSPP
PSPP è un software libero di statistica, scritto in C e che sfrutta la GNU Scientific Library. Il nome cita quello del software SPSS, di cui PSPP si propone come alternativa.
Il software è il primo nel suo genere, con anche un'interfaccia grafica, per i sistemi GNU/Linux.